# Milada Misárková
Milada Misárková (* 6. ledna 1929 Mělník) († 13. listopadu 2015 Praha) byla česká překladatelka z němčiny a ruštiny.

## Životopis
Po maturitě na gymnáziu v Praze roku 1948 studovala do roku 1950 na Pedagogické fakultě Univerzity Karlovy. Od roku 1953 byla odpovědnou redaktorkou v nakladatelství Svoboda v Praze, od roku 1966 se věnovala překladatelské činnosti ve svobodném povolání.

### Překlady
z němčiny
- Bummi. Povídky o zvířatech pro velké i malé děti (1976) – Wolf, Friedrich: (Bummi, Tiergeschichten für grosse und kleine Kinder; PP, Praha, Albatros 1976; Praha, Albatros 1980; Praha, Albatros 1982)
- Děvčátko Momo a ukradený čas (1979) – Ende, Michael (Momo und die Zeitdiebe; R, Praha, Albatros)
- Cesta mrtvých (1980) – Klein, Eduard (Der Weg der Toten; R, Praha, Albatros)
- Ledové moře (1985) – Friedrich, Herbert (Die Eissee; R, Praha, Albatros)
- Příběh, který nikdy neskončí (1987) – Ende, Michael (Die unendliche Geschichte; R, Praha, Albatros)
- Duch zrádce (1992) – McBain, Gill (Der Geist des Verräters; R, Praha, Ivo Železný)

z ruštiny
- Na horách (1954) – Mamin-Sibirjak, Dmitrij Narkisovič. (VP, Praha, Státní nakladatelství dětské knihy)
- Pancho Villa (1965) – Lavreckij, J. R. (Pancho Villa; R, Praha, Nakladatelství politické literatury)
- Oltář vítězství (1970) – Brjusov, Valerij Jakovlevič (Altar pobedy; R, Praha, Lidové nakladatelství)
- Tři osudy (1980) – Baruzdin, Sergej (VN, Praha, Lidové nakladatelství)
- Čínská lidová republika (1981) – Stručný historický přehled, 1949-1979 (KNR. Kratkij istoričeskij očerk. 1949-1979; LF, Praha, Svoboda)
- Asie v plánech Pekingu (1982) – Jurkov, S. G. (Azija v planach Pekina; LF, Praha, Svoboda)
- Oltář vítězství (1983) – Brjusov, Valerij Jakovlevič (Altar pobedy; R, Praha, Lidové nakladatelství 1970; Praha, Lidové nakladatelství 1983)
- Hledejte vlka (1984) – Sapožnikov, Leonid (Iščitě volka; R, Praha, Lidové nakladatelství 1984)